# Pfälzer Berglaufpokal
Der Pfälzer Berglaufpokal ist ein sportlicher Preis in Rheinland-Pfalz, der seit 1998 alljährlich an die Gewinnerin und den Gewinner der Pfälzer Berglaufserie vergeben wird. Diese besteht aus einer Cupserie von sieben Bergläufen, die von Frühjahr bis Herbst in der Pfalz ausgeschrieben sind. Die Teilnehmerzahlen bewegen sich im Bereich von mehreren Hundert.
Auf den Spitzenrängen landen meist Sportler, die sich auf Berge spezialisiert haben und teilweise auch in anderen Ausdauersportarten tätig sind. Zu ihnen gehören die beiden 1970 geborenen Christoph Fuhrbach, der auch an Langstrecken- und Berg-Radrennen teilnimmt und beispielsweise 2002 die Halbmarathonstrecke des Marathons Deutsche Weinstraße gewonnen hat, und der Mountainbiker Carsten Bresser, der zudem eine Marathon-Bestzeit von 2:24:18 Stunden aufzuweisen hat.
Wechselseitig wird einer der Läufe als Pfälzische Berglaufmeisterschaft gewertet.

## Pfälzer Berglaufserie
| # | Wettbewerb                        | Monat     | Region               | Länge (m) | Größte Höhe (m) | Kumulierte Steigung (m) | Veranstalter         |
| 1 | Donnersberglauf                   | Februar   | Nordpfälzer Bergland | 7.200     | 686,5           | 4180                    | LC Donnersberg       |
| 2 | Nanstein-Berglauf                 | März      | Sickinger Höhe       | 7.800     | 3300            | 3500                    | LLG Landstuhl        |
| 3 | Rockie-Mountain-Lauf Rockenhausen | März      | Nordpfälzer Bergland | 13.000    | 686,5           | 5600                    | Westpfalz-Klinikum   |
| 4 | Rietburg-Berglauf                 | September | Pfälzerwald          | 8.200     | 5310            | 4200                    | LCO Edenkoben        |
| 5 | Bad Dürkheimer Berglauf           | Oktober   | Pfälzerwald          | 8.700     | 4870            | 5100                    | LC Bad Dürkheim      |
| 6 | Potzberglauf                      | November  | Nordpfälzer Bergland | 8.210     | 5620            | 3420                    | TuS Glan-Münchweiler |
| 7 | Kalmit-Berglauf                   | November  | Pfälzerwald          | 8.100     | 6730            | 5050                    | TV Maikammer         |

Die Serie bestand anfangs aus sechs Wertungsläufen; der Rockie-Mountain-Lauf kam 2010 als siebter hinzu.

Ansichten
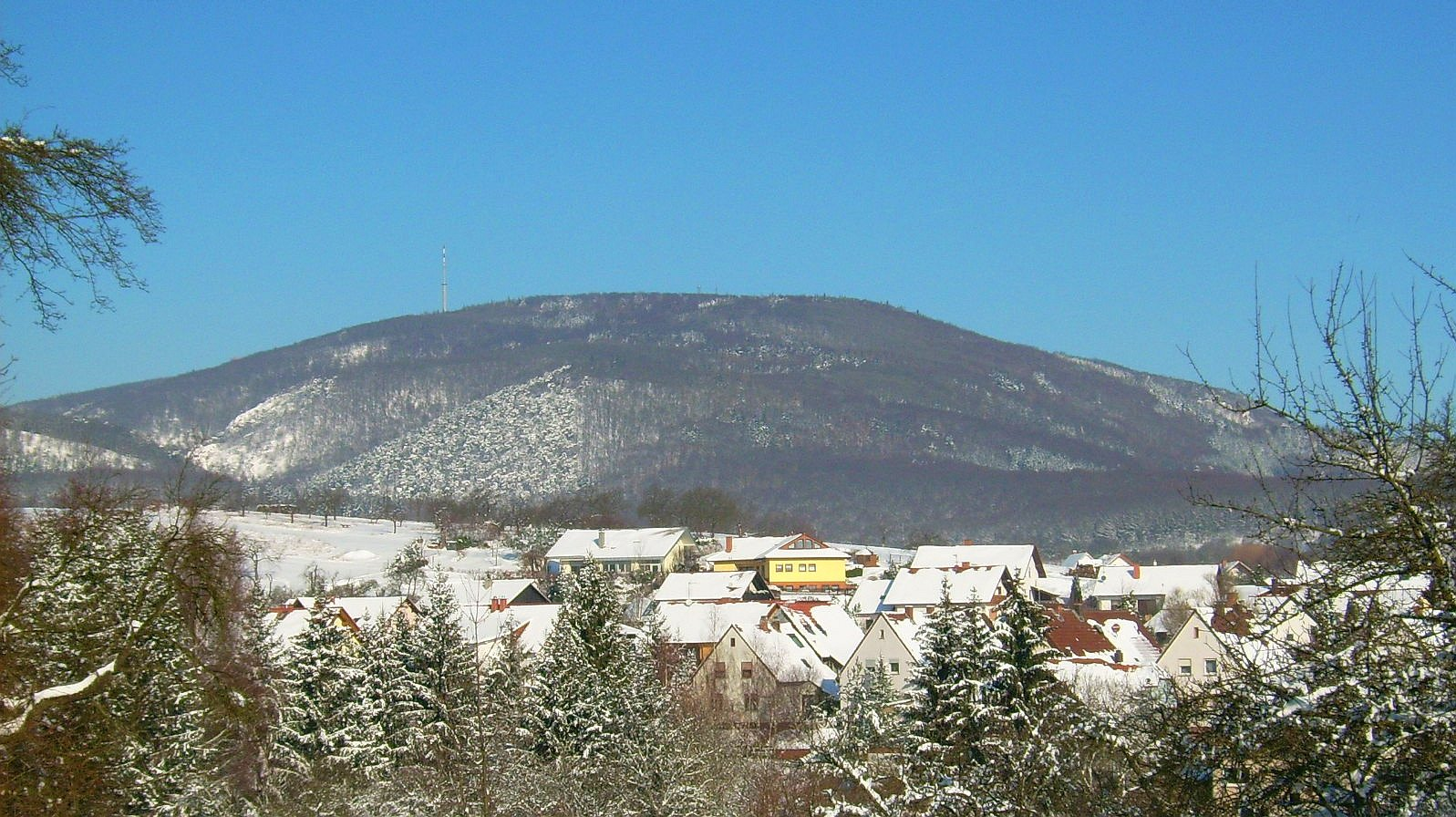
1. und 3. Laufziel: Donnersberg (686,5 m)
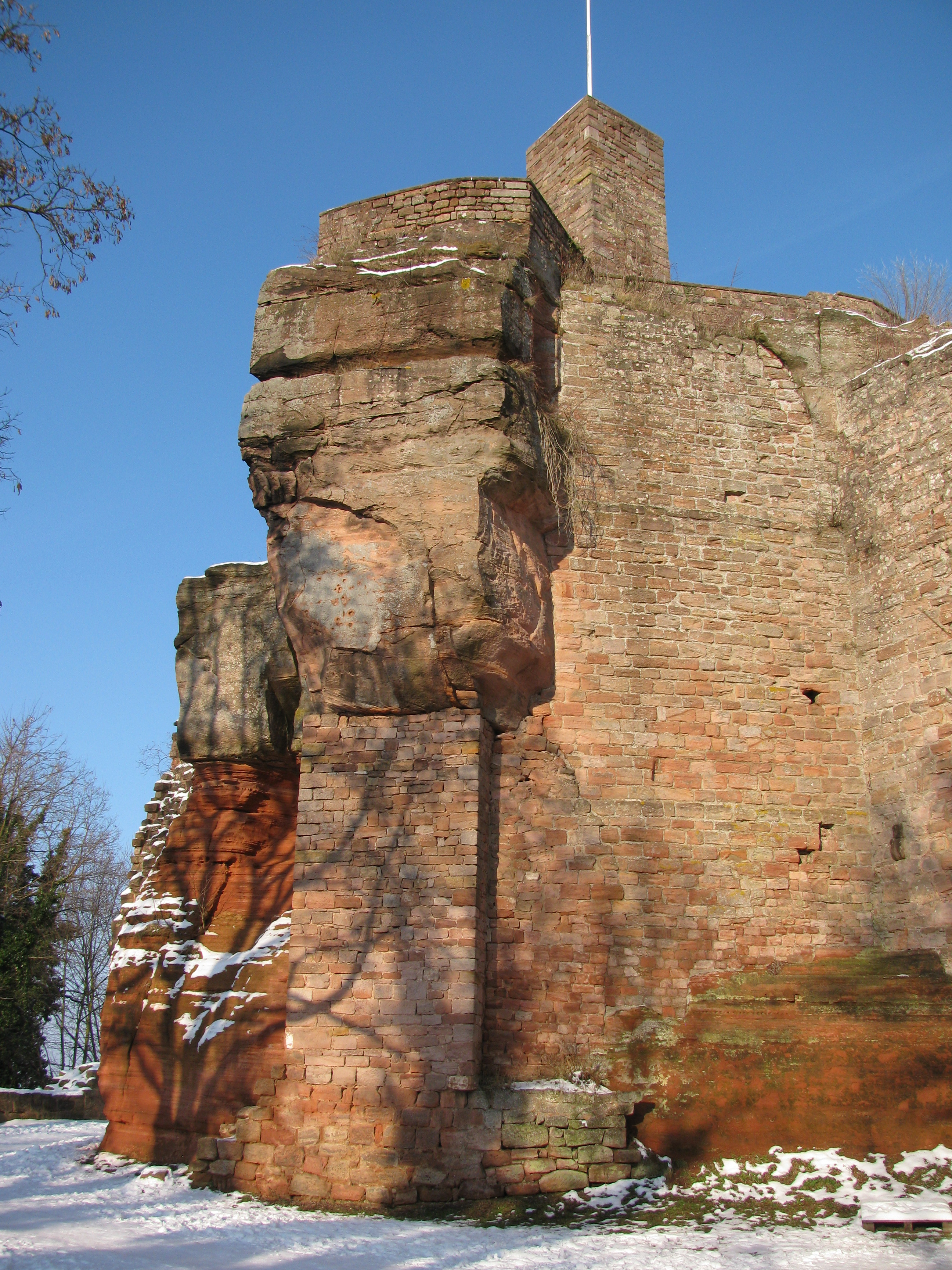
2. Laufziel: Burg Nanstein (330 m)
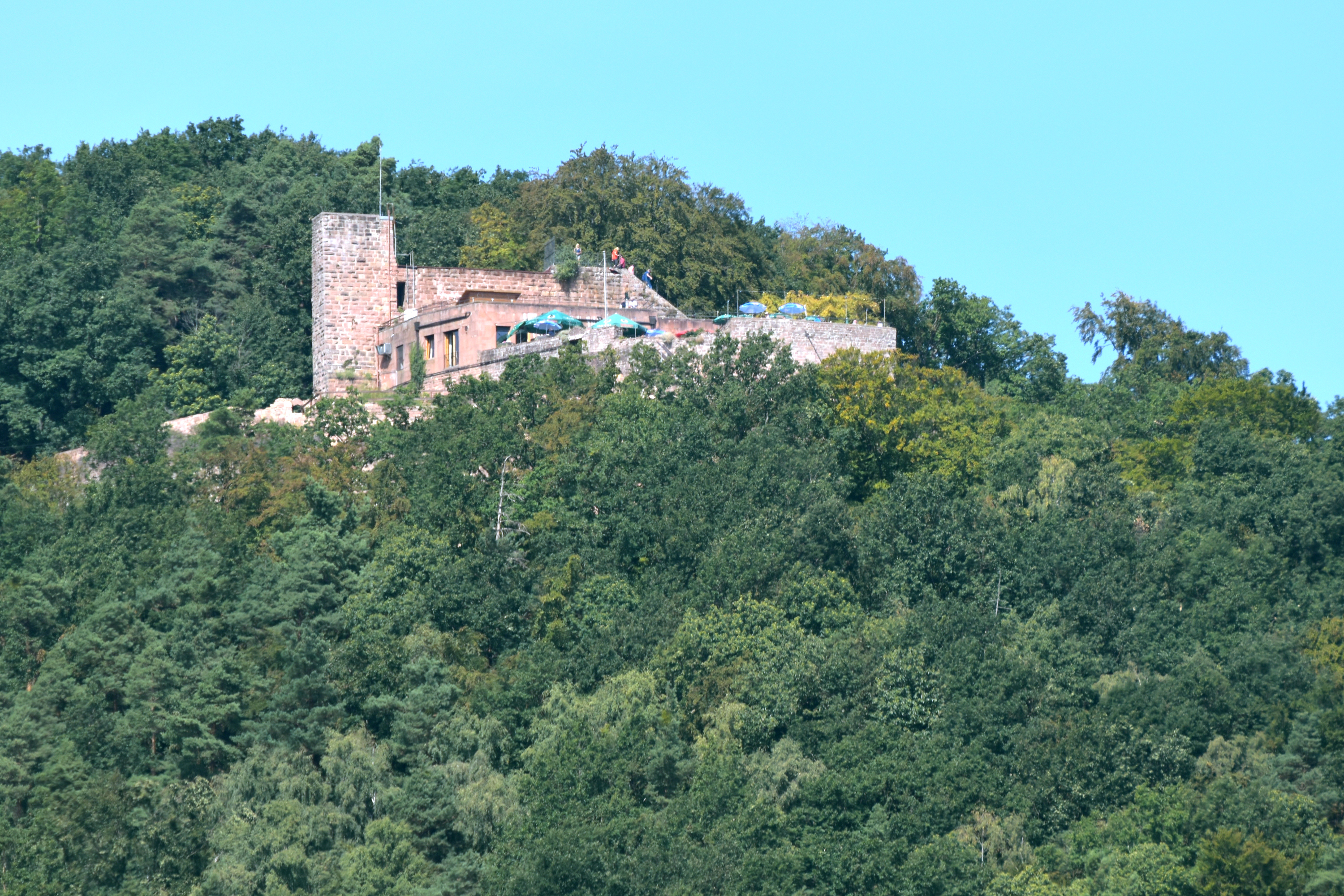
4. Laufziel: Rietburg (530,8 m)
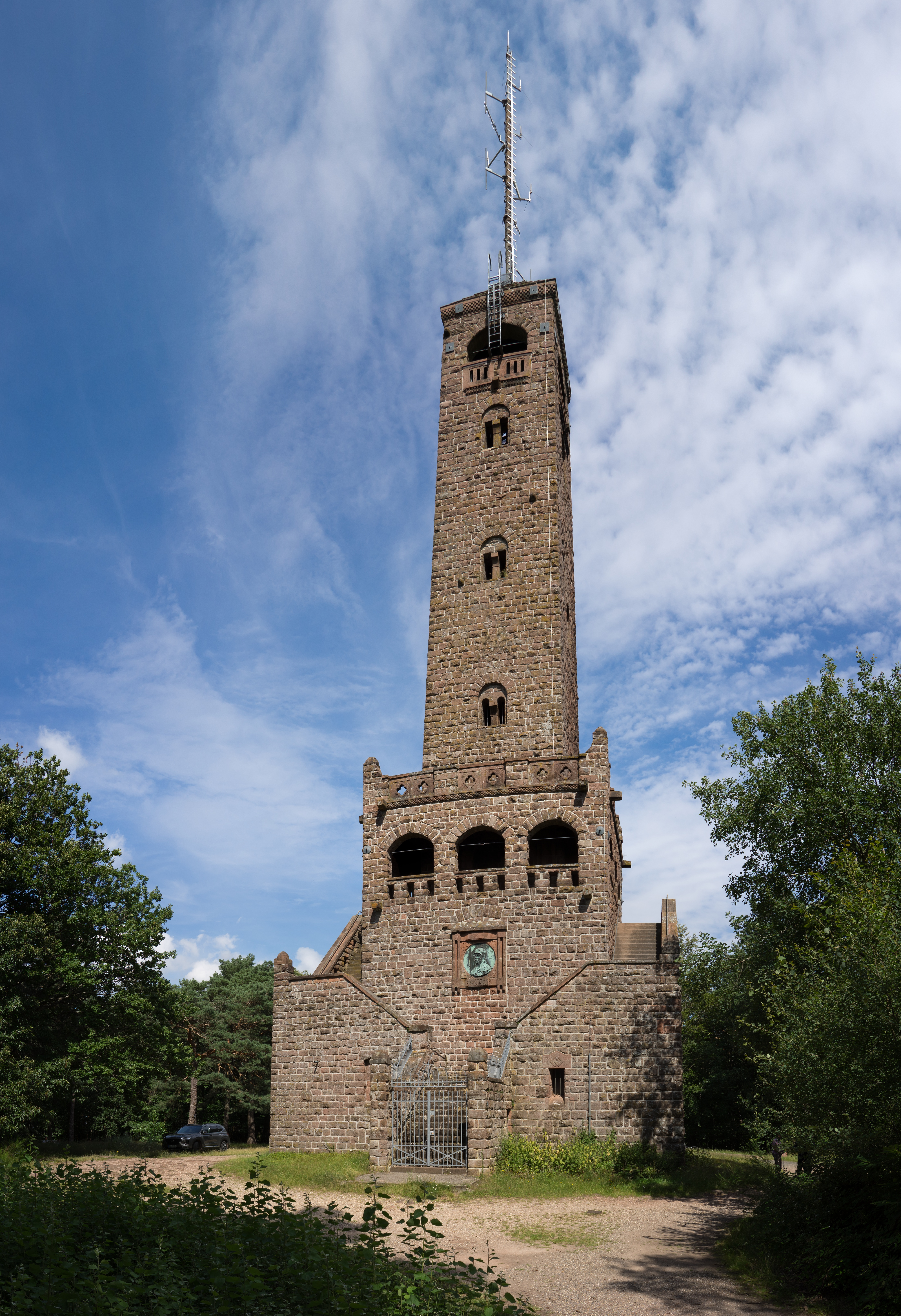
5. Laufziel: Peterskopf (487 m)
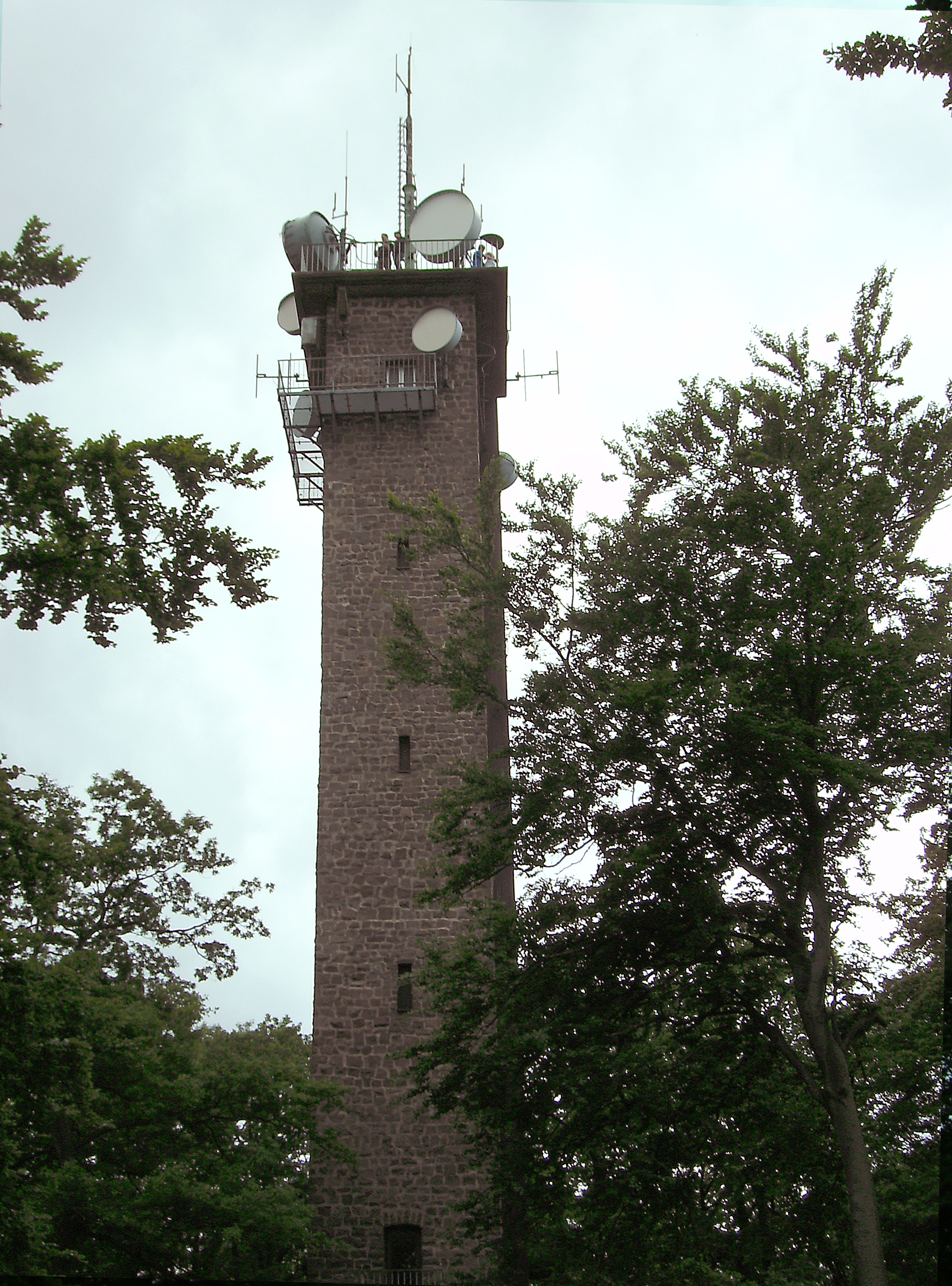
6. Laufziel: Potzberg (562 m)
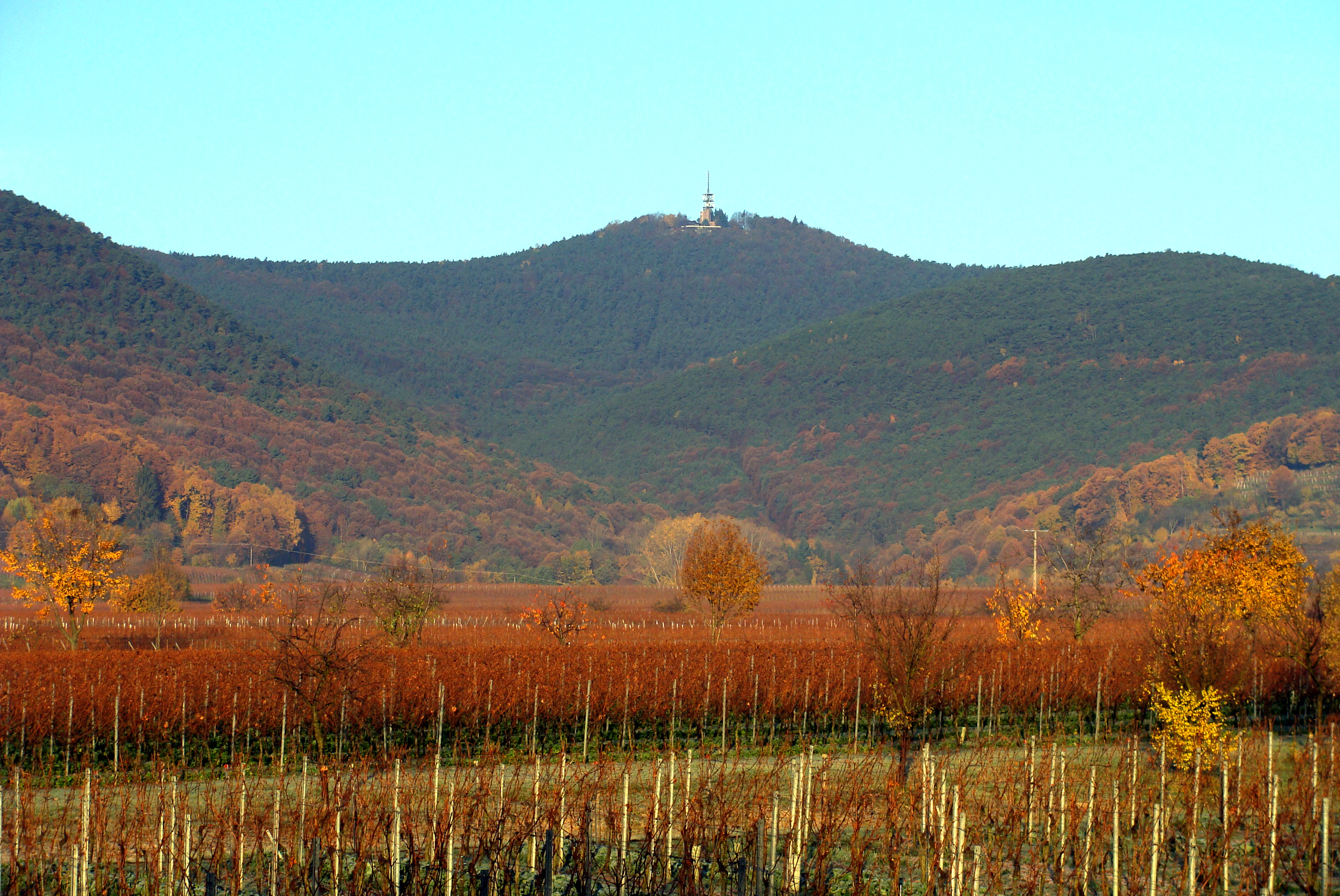
7. Laufziel: Kalmit (673 m)

## Reglement
Der Sieger eines jeden Laufes erhält 300 Punkte. Nach einer Formel, die vom Zeitrückstand gesteuert wird, werden für jeden weiteren Teilnehmer Punkte berechnet. Mindestens vier absolvierte Läufe (von derzeit sieben) mit mindestens einem Punkt sind erforderlich, um in die Wertung (Rangliste) zu kommen. Dabei werden die vier besten Ergebnisse pro Teilnehmer gewertet und summiert.
Den Pokal erhält, wer nach Abschluss der Laufserie bei den Männern bzw. bei den Frauen jeweils die höchste Punktzahl erreicht hat.

## Pokalgewinner
| Jahr | Frauen                    | Frauen          | Männer            | Männer               | Team Frauen     | Team Männer          |
| ---- | ------------------------- | --------------- | ----------------- | -------------------- | --------------- | -------------------- |
| 2022 | Simone Raatz              | ASC Darmstadt   | Tim Könnel        | TuS Heltersberg      | –               | TuS Heltersberg      |
| 2019 | Simone Raatz              | ASC Darmstadt   | Jonas Lehmann     | TuS Heltersberg      | TuS Heltersberg | TuS Heltersberg      |
| 2018 | Simone Raatz              | ASC Darmstadt   | Jonas Lehmann     | TuS Heltersberg      | TuS Heltersberg | TuS Heltersberg      |
| 2017 | Simone Raatz              | ASC Darmstadt   | Jonas Lehmann     | TuS Heltersberg      | TuS Heltersberg | TuS Heltersberg      |
| 2016 | Melanie Noll              | TSV Annweiler   | Jonas Lehmann     | TuS Heltersberg      | TuS Heltersberg | TuS Heltersberg      |
| 2015 | Melanie Noll              | TSV Annweiler   | Jonas Lehmann     | TuS Heltersberg      | TuS Heltersberg | TuS Heltersberg      |
| 2014 | Melanie Noll              | TSV Annweiler   | Jonas Lehmann     | TuS Heltersberg      | LC Bad Dürkheim | TuS Heltersberg      |
| 2013 | Melanie Noll              | TSV Annweiler   | Jonas Lehmann     | TuS Heltersberg      | TSV Annweiler   | TuS Heltersberg      |
| 2012 | Melanie Weiß, später Noll | TSV Annweiler   | Jonas Lehmann     | TuS Heltersberg      | TSV Annweiler   | TuS Heltersberg      |
| 2011 | Eva Katz                  | TV Hatzenbühl   | Stefan Hinze      | LG DUV               | LG Rülzheim     | TuS Heltersberg      |
| 2010 | Sabine Rankel             | LC Bad Dürkheim | Stefan Hinze      | LG DUV               | LC Bad Dürkheim | TuS Heltersberg      |
| 2009 | Sabine Rankel             | LC Bad Dürkheim | Matthias Hecktor  | TuS Heltersberg      | TuS Heltersberg | TuS Heltersberg      |
| 2008 | Sabine Rankel             | LC Bad Dürkheim | Matthias Hecktor  | TuS Heltersberg      | LC Bad Dürkheim | TuS Heltersberg      |
| 2007 | Sabine Rankel             | LC Bad Dürkheim | Matthias Hecktor  | TuS Heltersberg      | LC Bad Dürkheim | TuS Heltersberg      |
| 2006 | Sabine Rankel             | LC Bad Dürkheim | André Bour        | LSC Athlon Kusel     | LC Bad Dürkheim | „www.pace-makers.de“ |
| 2005 | Sabine Rankel             | LC Bad Dürkheim | Matthias Hecktor  | 1. FC Kaiserslautern | LLG Landstuhl   | 1. FC Kaiserslautern |
| 2004 | Sabine Rankel             | LC Bad Dürkheim | Matthias Hecktor  | 1. FC Kaiserslautern | LLG Landstuhl   | 1. FC Kaiserslautern |
| 2003 | Sabine Rankel             | LC Bad Dürkheim | Martin Musial     | TV Meisenheim        | LLG Landstuhl   | „Die Bergziegen“     |
| 2002 | Isabella Bernhard         | TSG Maxdorf     | Martin Musial     | TV Meisenheim        | TSG Maxdorf     | TV Hatzenbühl        |
| 2001 | Julia Alter               | TSV Talheim     | Georg Frank       | LLG Landstuhl        | LLG Landstuhl   | LLG Landstuhl        |
| 2000 | Sabine Rankel             | TSG Eisenberg   | Dan Rooney        | LLG Landstuhl        | LC Bad Dürkheim | LLG Landstuhl        |
| 1999 | Sabine Rankel             | TSG Eisenberg   | Christian Englert | LTC Mutterstadt      | LLG Landstuhl   | LLG Landstuhl        |
| 1998 | Sabine Rankel             | TSG Eisenberg   | Christian Englert | LTC Mutterstadt      | –               | LLG Landstuhl        |

Erfolgreichste Teilnehmerin war Sabine Rankel (1968–2022), die anfangs für die TSG Eisenberg und später für den LC Bad Dürkheim startete. Sie gewann die Gesamtwertung zwischen 1998 und 2010 elf Mal, 2001/2002 hatte sie zwei Jahre Babypause eingelegt. Bei den Männern war der 1974 geborene Matthias Hecktor (1. FC Kaiserslautern, dann TuS Heltersberg) fünf Mal Gesamtsieger. Von 2012 bis 2019 holte Jonas Lehmann vom TuS Heltersberg den Bergpokal insgesamt acht Mal in Folge.